# プライム・カップ・オープン・サンパウロ

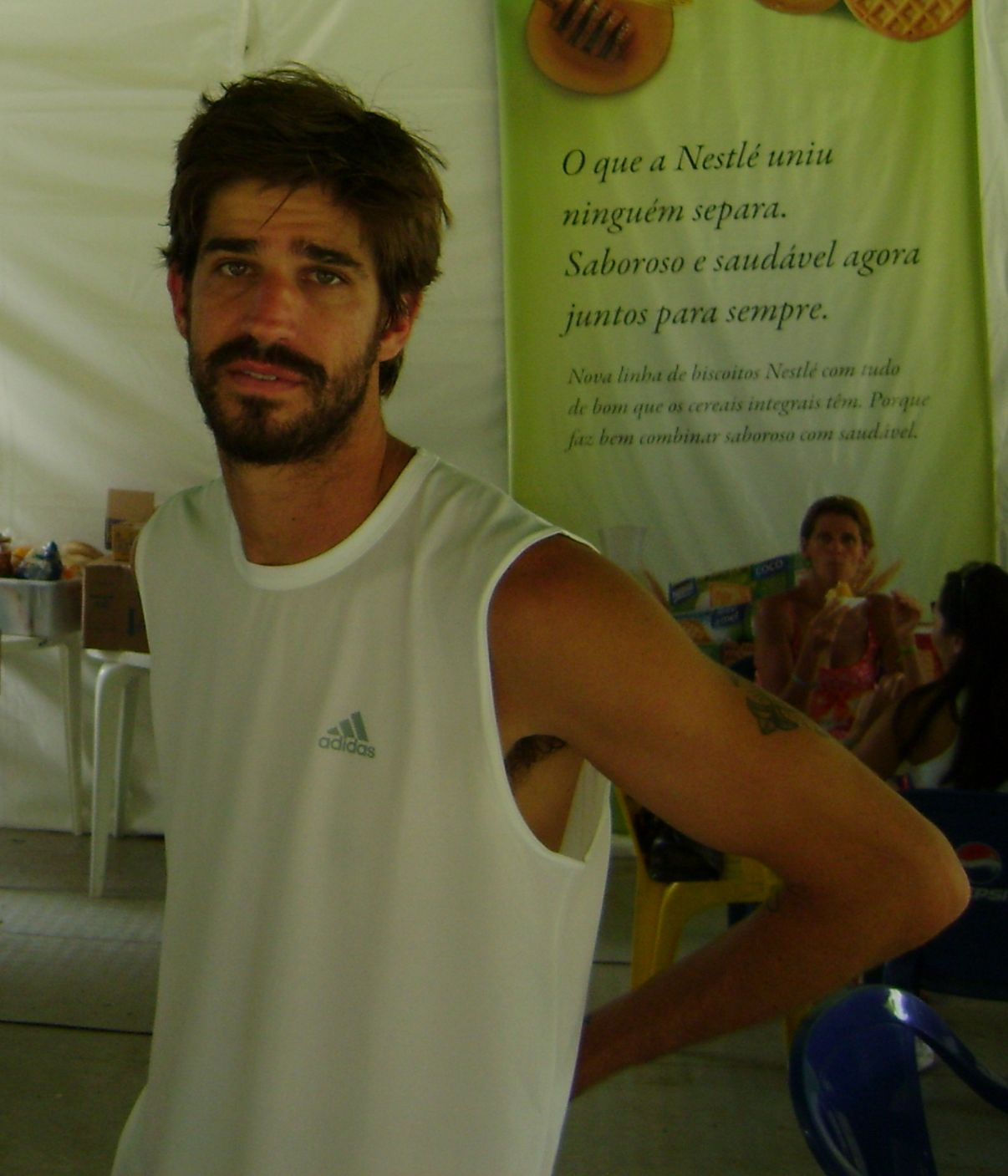
地元サンパウロ出身でシングルス部門最多の3度優勝、ダブルス部門1度優勝を誇るフラビオ・サレッタ

プライム・カップ・オープン・サンパウロ (Prime Cup Aberto de São Paulo)は、ブラジルサンパウロのヴィラ＝ロボス公園にて2001年から毎年1月に開催されているATPチャレンジャートーナメントである。サーフェスは屋外ハードコート。ブラジル4大銀行の一つ、バンコ・ブラデスコの関連会社であるプライム・ブラデスコが冠スポンサーを務めている。

## 大会歴代優勝者

### シングルス
| 年   | 優勝                       | 準優勝                           | 試合結果             |
| ---- | -------------------------- | -------------------------------- | -------------------- |
| 2010 | リカルド・メロ             | エドゥアルド・シュワンク         | 6-3, 6-1             |
| 2009 | リカルド・メロ             | ポール・カプデビル               | 6-2, 6-4             |
| 2008 | チアゴ・アウベス           | カルロス・ベロルク               | 6-4, 3-6, 7-5        |
| 2007 | ギリェルモ・カナス         | ディエゴ・ハートフィールド       | 6-3, 6-4             |
| 2006 | フラビオ・サレッタ         | チアゴ・アウベス                 | 7-6(2), 6-3          |
| 2005 | リカルド・メロ             | ジョバンニ・ラペンティ           | 4-6, 6-2, 7-6        |
| 2004 | フアン・モナコ             | アドリアン・ガルシア             | 6-4, 7-6(4)          |
| 2003 | フラビオ・サレッタ         | アンドレアス・デレトーレ         | 7-6(5), 6-3          |
| 2002 | フレデリック・ニーマイヤー | マルティン・バッサロ＝アルグエロ | 7-6(6), 0-1 途中棄権 |
| 2001 | フラビオ・サレッタ         | ギリェルモ・コリア               | 7-6(7), 6-2          |

### ダブルス
| 年   | 優勝                                          | 準優勝                                          | 試合結果            |
| ---- | --------------------------------------------- | ----------------------------------------------- | ------------------- |
| 2010 | ブリアン・ダブル セバスチャン・プリエト       | トマシュ・ベドナルク マテウシュ・コヴァルチェク | 6-3, 6-3            |
| 2009 | カルロス・ベロルク レオナルド・メイヤー       | マリアノ・オード オラシオ・ゼバロス             | 7-6(1), 6-3         |
| 2008 | ジェイミー・デルガド ブルーノ・ソアレス       | ブリアン・ダブル オラシオ・ゼバロス             | 6–1, 6–3            |
| 2007 | パブロ・クエバス アドリアン・ガルシア         | マルセロ・メロ アレクサンドレ・シモーニ         | 6-4, 6-2            |
| 2006 | チアゴ・アウベス フラビオ・サレッタ           | ルーカス・エンゲル アンドレ・ゲム               | 7-6(10), 6-3        |
| 2005 | アンドレ・サ ブルーノ・ソアレス               | トマス・ベーレント マルコス・ダニエル           | 6-2, 6-2            |
| 2004 | ラモン・デルガド アンドレ・サ                 | フランコ・フェレイロ マルセロ・メロ             | 7-5, 7-6(5)         |
| 2003 | フェデリコ・ブラウン ロジャー・ワッセン       | イグナシオ・イルゴイエンヌ アンディ・ラム       | 7-6, 7-6(3)         |
| 2002 | ブランドン・コープ フレデリック・ニーマイヤー | フェデリコ・ブラウン ルイス・オルナ             | 6-7(5), 7-6(4), 6-4 |
| 2001 | ノアム・オクン アンドレ・サ                   | セドリック・カウフマン フラビオ・サレッタ       | 6-4, 1-6, 6-4       |